# Eût-elle été criminelle...
Pour plus de détails, voir Fiche technique et Distribution.
Eût-elle été criminelle... est un  documentaire français réalisé en 2006 par Jean-Gabriel Périot et sorti en 2008.

## Synopsis
AU moment de la Libération de la France, durant l'été 44, des femmes sont accusées d'avoir entretenu des relations avec des soldats allemands durant l'Occupation. Elles seront publiquement punies en subissant notamment la tonsure sans que l'on sache avec certitude si chacune méritait ce sort.

## Fiche technique
- Titre : Eût-elle été criminelle...
- Réalisation :Jean-Gabriel Périot
- Scénario : Jean-Gabriel Périot
- Montage : Jean-Gabriel Périot
- Production : Envie de tempête Productions
- Pays d’origine :  France
- Genre : documentaire
- Durée : 9 minutes
- Date de sortie : France - mai 2008 (présentation au festival de Cannes)

## Distinction

### Festival
- Festival de Cannes 2008 - sélection programmation de l'ACID[1]
- Festival Traces de vie de Clermont-Ferrand 2010 - sélection[2]